# Ius Archivi
Das Ius Archivi (lat. Recht des Archivs) bestätigt die Beweiskraft archivalischer Urkunden, die auf der Rechtsvermutung der Echtheit beruhen.

## Authentizität herkömmlicher Archivalien
Das Ius Archivi geht von der Rolle des Archivs als „trusted custodian“ (engl. gesicherter Wächter, Verwalter, Bewahrer) aus. Im 17. Jahrhundert erfuhr es eine monographische Behandlung. Die beweisrechtliche Wirkung des Ius Archivi im passiven Sinn wurde u. a. mit folgenden drei Sätzen beschrieben:

„1. Die Schriftstücke, die aus einem öffentlichen Archiv vorgelegt worden sind, verdienen auch dann, wenn sie nicht öffentlich sind, regelmäßig unbeschädigte Glaubwürdigkeit […].
2. Die Wirkung des Archivs erstreckt sich auch auf Gebiete außerhalb des Territoriums; ein Schriftstück, das aus einem Archiv vorgelegt worden ist, entfaltet seine beweisrechtliche Wirkung zugunsten des Vorlegenden nicht nur gegen Untertanen, sondern auch gegen Dritte […].
3. Die Schriftstücke, die aus einem Archiv vorgelegt worden sind, bedürfen keines anderen extrinsischen Beweises oder einer Anerkennung des Siegels […].“

Es wird davon ausgegangen, dass die in einem öffentlichen Archiv aufbewahrten schriftlichen, bildlichen und gegenständlichen Urkunden oder Zeugnisse die Sicherheit gewähren, dass sie seit der Hinterlegung nicht manipuliert oder gefälscht worden sind.
Der Anspruch auf Echtheit von Dokumenten wurde auch zusätzlich durch das Anbringen vermeintlich unverfälschbarer Signaturen und Siegel bekräftigt.
Die Beweiskraft von Archivalien, also das generelle Ius Archivi, gilt seit Anfang des 20. Jahrhunderts aber nicht mehr automatisch für alle gerichtlichen Prozesse.

## Authentizität elektronischer Dokumente

### Grundsätze
Auch im digitalen Zeitalter ist die Authentizität elektronischer Archivalien zu gewährleisten. Ein Definitionsversuch lautete 2002: „Eine Aufzeichnung ist authentisch, wenn sie das ist, was sie vorgibt zu sein, und wenn sie frei von Verfälschung oder unerlaubter Veränderung ist.“
Eine Möglichkeit besteht in der Verwendung digitaler Signaturen oder anderer elektronischer Signaturen. Ist die digitale Signatur des Autors vom Empfänger oder Leser mit Erfolg verifiziert worden, so darf das elektronische Dokument als authentisch betrachtet werden. Um sie aber auch archivieren zu können, müssen originale Daten und Dateien in das Format konvertiert werden, in dem das jeweilige Archiv elektronische Daten speichert und signiert. Durch die Konversion verändern sich die binären Strukturen und die elektronische Signatur des Originals ist nicht mehr verifizierbar.

### Umsetzung in Deutschland
Das deutsche Signaturgesetz (SigG) unterscheidet drei Stufen:
- § 2 Nr. 1 Elektronische Signatur
- § 2 Nr. 2 Fortgeschrittene elektronische Signatur
- § 2 Nr. 3 Qualifizierte elektronische Signatur

Im Registerrecht beruht der Glaube an die Rechtmäßigkeit hinterlegter elektronischer Grundbücher und anderer Register auf der digitalen Signierung der Eintragungen. In gerichtlichen Prozessen dürfen elektronische Beweismittel im Sinne des § 126a BGB nur mit einer Qualifizierten Elektronischen Signatur vorgelegt werden.
Elektronische Archivalien bedürfen zur Bestätigung ihrer Echtheit und Beweiskraft (Ius Archivi) einer den Ansprüchen, die an das Dokument gemäß seinem Verwendungszweck zu stellen sind, genügenden elektronischen Signatur.
2003 sah ein Referentenentwurf im Bundesjustizministerium die Ergänzung des § 371a der ZPO u. a. vor:

„[…] (4) Auf öffentliche elektronische Dokumente, die bis zur Konvertierung in ein anderes technisches Format und zur Übermittlung an ein öffentliches Archiv mit einer qualifizierten elektronischen Signatur versehen waren, finden die Vorschriften über die Beweiskraft öffentlicher Urkunden dann entsprechende Anwendung, wenn 1. unmittelbar vor der Konvertierung und der Übermittlung eine Prüfung nach dem Signaturgesetz erfolgt ist, 2. die Ergebnisse der Prüfung und die Dokumentation der Konvertierung durch einen Beglaubigungsvermerk beglaubigt worden sind und 3. das öffentliche Archiv für die Übermittlung und die Speicherung Verfahren gewählt hat, die als geeignet anzusehen sind, um elektronische Dokumente vor Verfälschung zu bewahren. Sind die in Satz 1 genannten Voraussetzungen erfüllt, gilt § 437 entsprechend. […]“

Die Absätze 1 und 3 des Vorschlags entsprechen den Absätzen 1 und 2 des
§ 371a ZPO-E. Nach dem Referentenentwurf wird der bisherige § 292a
ZPO aufgehoben. An dessen Stelle tritt § 371a Abs. 1 Satz 2 ZPO-E. Mit
den Absätzen 2 und 4 des Vorschlags würde das ius archivi im passiven Sinne
in die Zivilprozessordnung übernommen.
Der § 371a ZPO wurde nicht in diesem Sinne geändert (Stand Februar 2019).